# St. Nikolaus (Daxberg)

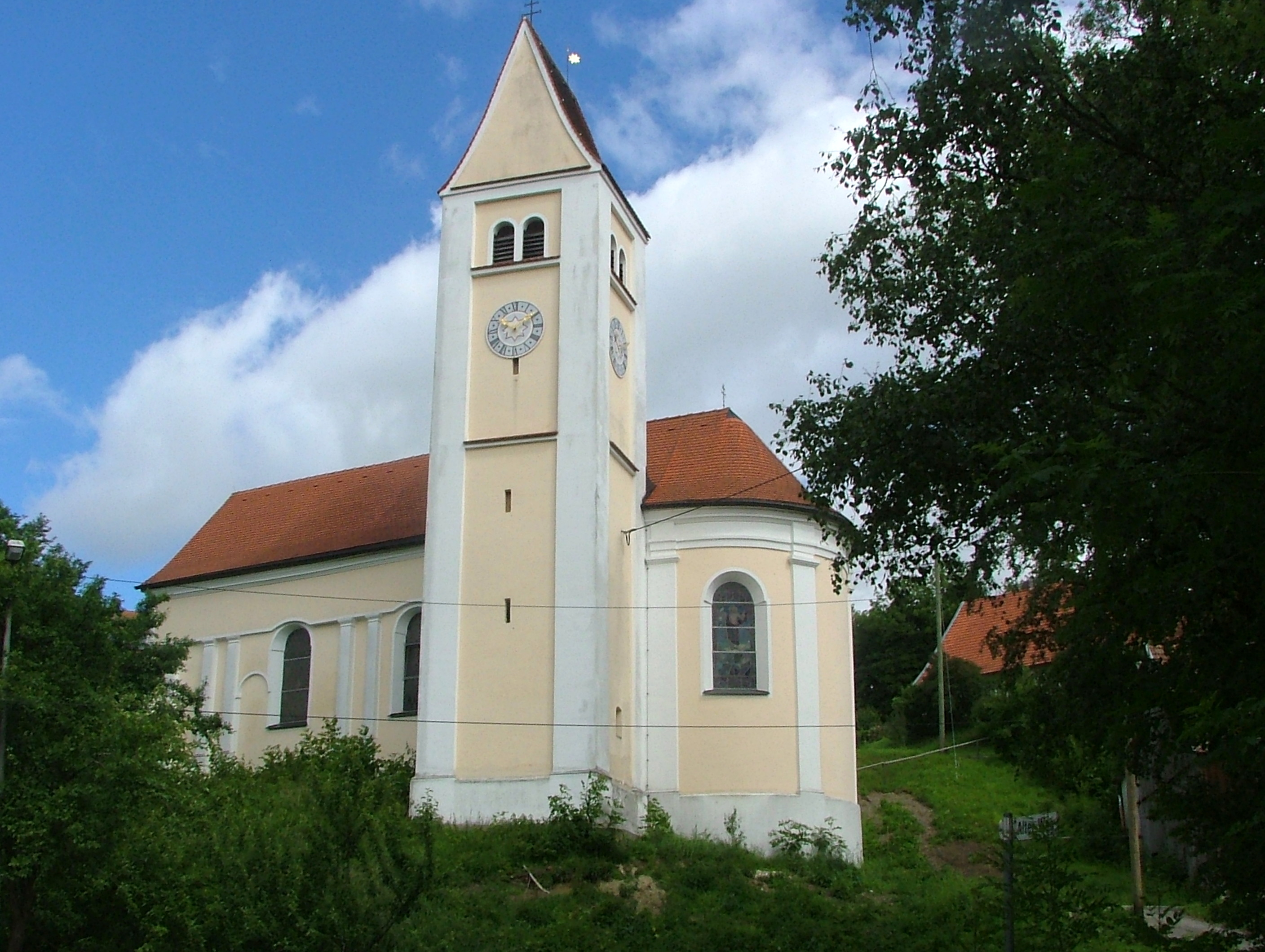
Kirche St. Nikolaus in Daxberg

Die katholische Filialkirche St. Nikolaus befindet sich in Daxberg, einem Gemeindeteil der Gemeinde Erkheim im Landkreis Unterallgäu in Bayern. Die Kirche steht unter Denkmalschutz.

## Geschichte und Baubeschreibung
Der älteste Teil der Kirche ist vermutlich der spätmittelalterliche untere Bereich des Kirchturms. Im 17. Jahrhundert wurde das Langhaus der Kirche errichtet. Im Jahr 1710 fand eine Weihe und 1952 eine Renovierung der Kirche statt.
Das Langhaus verfügt über eine Flachdecke im Inneren und besteht aus zwei Achsen. An dieses schließt sich durch einen runden Chorbogen der halbrund geschlossene Chor an. Der Chor besteht aus einer Fensterachse und einem Stichkappengewölbe im Chorschluss. Das Chorjoch verfügt über ein Kreuzgratgewölbe, welches auf toskanischen Pilastern ruht. Die Außenfassade des Chores ist mit Pilastern gegliedert. Die Nordseite des Langhauses ist ebenfalls mit Pilastern vor Blendbögen gegliedert. An der Süd- und Westfassade befinden sich gekoppelte Pilaster.
In der Kirche befindet sich eine Empore an der Westseite. Die Empore ist durch gebauchte Holzpfeiler gestützt. Der Kirchturm befindet sich im nördlichen Chorwinkel und ist mit einem Satteldach gedeckt. Der Kirchturm enthält über die gesamte Höhe Ecklisenen. Die beiden Obergeschosse sind durch Gesimse geteilt. Gekoppelte Klangarkaden befinden sich auf drei Seiten im obersten Turmgeschoss.

## Ausstattung
Der Hochaltar ist ein marmorierter Holzaufbau und stammt aus dem Jahr 1710. Auf der Mensa befindet sich ein Drehnischentabernakel aus der Mitte des 18. Jahrhunderts. Er besitzt Volutenvorlagen und konkav zurückgeschwungene Seitenteile. Das Altarbild zeigt Madonna mit den Vierzehn Nothelfern. Dieses ist von Dreiviertelsäulen flankiert. Der kastenförmige Auszug des Hochaltares stellt in einer Figurengruppe die Heilige Familie dar.
In der Kirche befinden sich einige gefasste Holzfiguren. Aus dem 18. Jahrhundert ist dies die Darstellung einer weiblichen Heiligen. Aus dem zweiten Viertel des 18. Jahrhunderts stammt die Darstellung des heiligen Sebastian. Im Jahr 1520 wurden die beiden Figuren des heiligen Nikolaus und des hl. Martin geschaffen.